# 掘兽属
掘兽属是在中国发现的已灭绝的一属三瘤齿兽，目前发现一种－中国掘兽（Fossiomanus sinensis）产自辽宁省热河生物群早白垩纪九佛堂组地层中，是首个在热河生物群中发现的三列齿兽。属名源自其明显的掘穴习性特征。